# Mikroregion Divinópolis

Mikroregion Divinópolis

Mikroregion Divinópolis – mikroregion w brazylijskim stanie Minas Gerais należący do mezoregionu Oeste de Minas.

## Gminy
- Carmo do Cajuru
- Cláudio
- Conceição do Pará
- Divinópolis
- Igaratinga
- Itaúna
- Nova Serrana
- Perdigão
- Santo Antônio do Monte
- São Gonçalo do Pará
- São Sebastião do Oeste